# Việt Nam Quốc gia Liên hiệp
Việt Nam Quốc gia Liên hiệp , tổ chức do Lê Văn Hoạch thành lập ngày 13 tháng 12 năm 1947 ở Hà Nội, quy tụ các nhóm đối lập chính phủ Việt Nam Dân chủ Cộng hòa do Việt Minh lãnh đạo. Trước đó Lê Văn Hoạch đã tổ chức Việt Nam quốc gia tập đoàn, lúc đầu chỉ có nhóm Nam kỳ do Lê Văn Hoạch cầm đầu ủng hộ chính phủ Nguyễn Văn Xuân, nhưng sau bao gồm cả các nhóm Trung kỳ, và Bắc kỳ. Ở Nam kỳ, tổ chức thu hút các nhóm bảo hoàng: Cao Đài, Hòa Hảo, Tin Lành, hay cộng hòa. Khối miền nam gồm đại diện Cao Đài Tây Ninh, Hòa Hảo, Công giáo, Tin Lành hội, Liên minh Dân chủ, Việt Nam Quốc dân Đảng tập hợp ngày 25 tháng 12 năm 1947.

## Lịch sử
Ngày 2 tháng 2 năm 1948 tổ chức họp bầu lãnh đạo ở Sài Gòn. Ngày 20 tháng 5 năm 1948 dưới đỡ đầu của Nguyễn Văn Xuân, đại hội thành lập Chính phủ lâm thời Quốc gia Việt Nam với Nguyễn Văn Xuân làm chủ tịch. Đại hội tháng 12 năm 1948 tại Hà Nội, và sau đó nhóm Bắc kỳ tổ chức hội nghị tháng 5 năm 1949 ủng hộ Bảo Đại. Một nhóm ở Trung kỳ tách ra thành lập Bảo hoàng chính đảng.
Nhìn chung đây là một tổ chức chính trị nhỏ, gồm một số nhóm chính trị chủ yếu Bảo hoàng ở Bắc kỳ, Trung kỳ và Nam kỳ. 